# 미우다 해수욕장

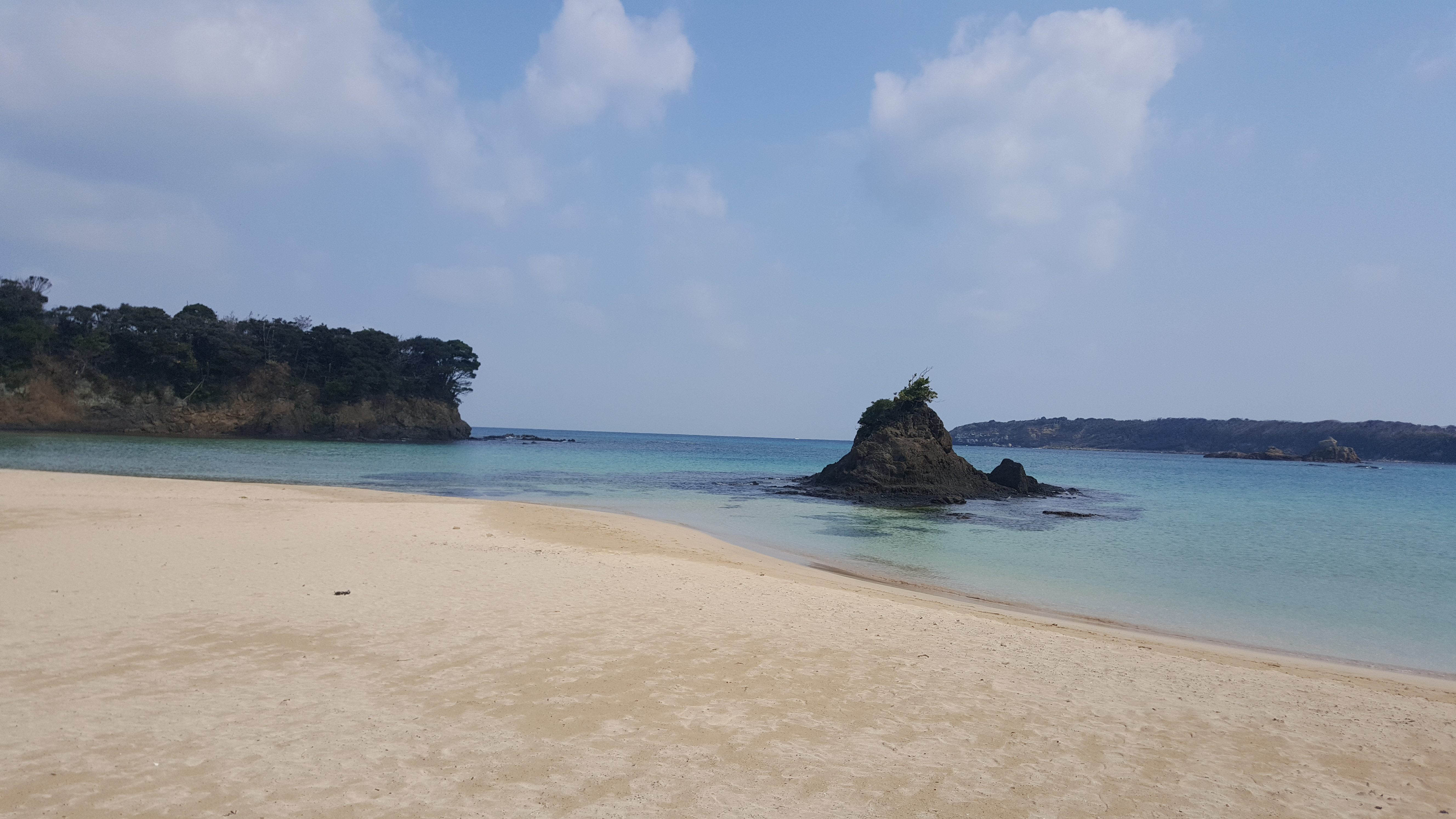
미우다해수욕장(2017년)

미우다 해수욕장(일본어: 三宇田浜海水浴場)은 일본의 해수욕장 중 하나로, 나가사키현 쓰시마시의 북쪽 해안에 있다. 일본 환경성이 지정한 100대 아름다운 해변에 선정되었다. 미우다 해수욕장은 히타카츠항 국제터미널에서 약 3km정도 떨어져 있다.